# 夸特羅卡尼亞達斯
夸特羅卡尼亞達斯是玻利維亞的城鎮，位於該國東南部，由聖克魯斯省負責管轄，距離首府聖克魯斯109公里，海拔高度264米，每年平均降雨量約1,300毫米，2012年人口7,844。
17°16′02″S 62°33′32″W / 17.2672°S 62.5589°W